# Vacqueyras
Vacqueyras (okzitanisch: Vacairaç) ist eine südfranzösische Gemeinde und ein Weinbaugebiet der südlichen Rhône mit 1192 Einwohnern (Stand 1. Januar 2022) im Département Vaucluse in der Region Provence-Alpes-Côte d’Azur. Sie gehört zum Kanton Vaison-la-Romaine im Arrondissement Carpentras. Die Gemeinde liegt am südlichen Rand der Dentelles de Montmirail, ca. 18 km östlich von Orange und 12 km nördlich von Carpentras auf einer Höhe von 147 m.

## Geschichte
Funde aus prähistorischer sowie aus römischer Zeit belegen, dass das Gebiet von Vacqueyras schon lange bewohnt ist. Die Kirche wird zum ersten Mal 1137 als zum Bistum Orange gehörend erwähnt. Zu jener Zeit wurde das Dorf Vachairas bzw. Vacairaz genannt. Im 15. Jahrhundert erhält die Gemeinde eine Stadtmauer.
Bis zum 18. Jahrhundert weitgehend autark, nimmt zu dieser Zeit aufgrund entstehender Handelsverbindungen der Anbau von Oliven und Wein beständig zu. Außerdem nutzt man die Stadtmauer zeitweilig zur Aufzucht von Seidenraupen. Nach den verheerenden Frösten der Jahre 1929 und 1956 erfroren die Olivenbäume, sodass fast eine Monokultur mit Weinreben entstand.

## Weinbau in Vacqueyras
Das Weinbaugebiet Vacqueyras erhielt am 25. August 1967 den Status Appellation Côtes du Rhône Villages. Am 22. Februar 1990 erhielt Vacqueyras seine eigene Appellation d’Origine Contrôlée und steht seither auf einer Stufe mit Châteauneuf-du-Pape oder Gigondas. Die AOC Vacqueyras, die sich auf die Gemeinden Vacqueyras und Sarrians verteilt, verfügt über 1300 ha Rebfläche, die von 175 Winzern bewirtschaftet werden. 130 Winzer sind der lokalen Genossenschaft angeschlossen, die restlichen 45 Winzer sind Selbstvermarkter. Im Jahr 2001 wurden 48.500 hl Wein geerntet. 96 % der Ernte sind Rotweine, 3 % Roséweine und nur 1 % davon ist Weißwein. Die AOC-Vorschriften erlauben einen maximalen Ertrag von 36 hl/ha. Zugelassen sind die Rebsorten Grenache (mindestens 50 %), Syrah, Mourvèdre (beide mindestens 20 %) und Cinsault (maximal 10 %). Beim Weißwein werden die Rebsorten Grenache Blanc, Clairette Blanche, Bourboulenc, Roussanne, Marsanne blanche und Viognier angebaut. Die Rotweine verfügen über eine Lagerfähigkeit von fünf bis sieben Jahren.

## Sehenswürdigkeiten

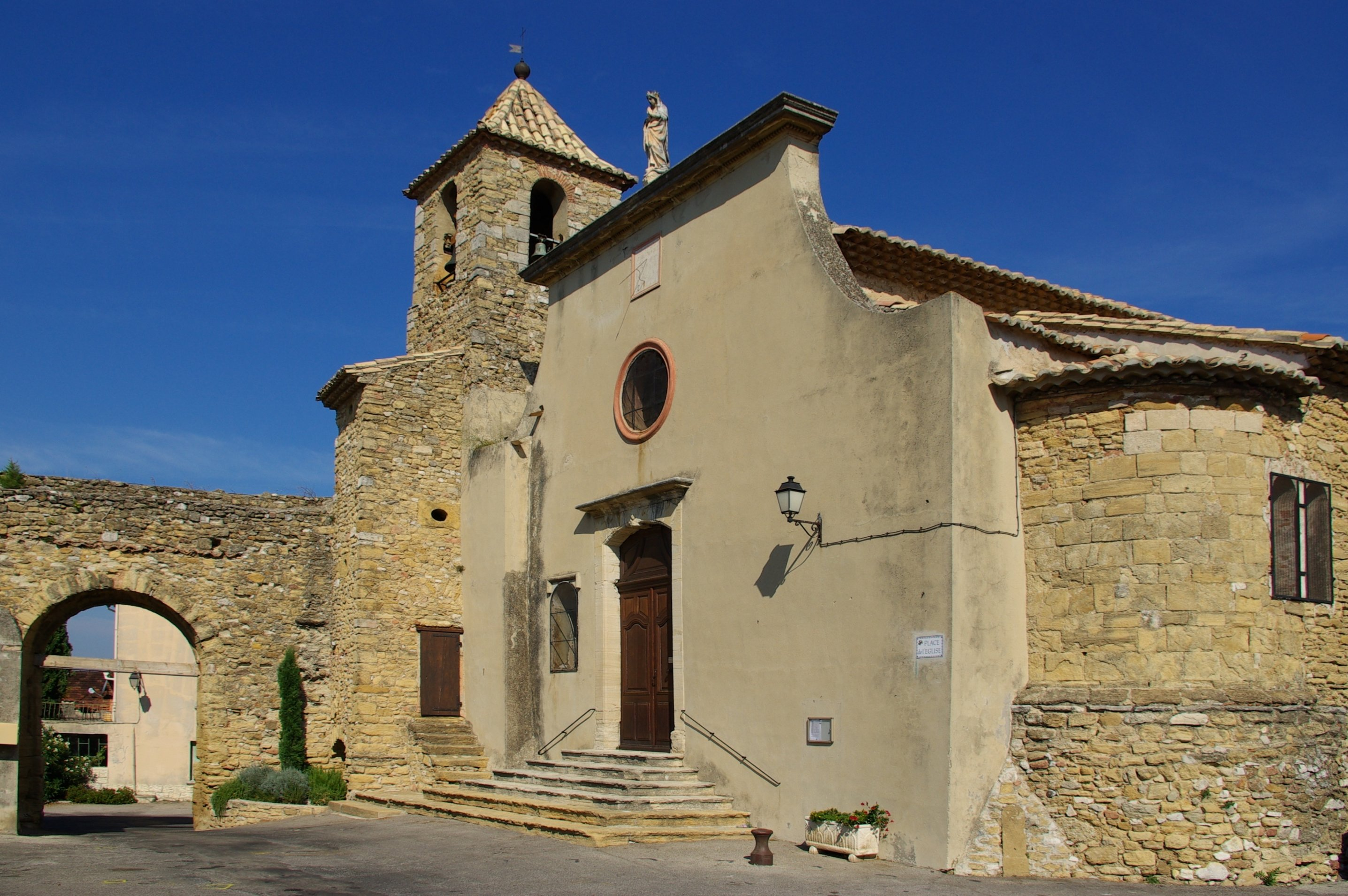
Kirche von Vacqueyras

Oben auf dem Hügel grenzt ein Teil der Stadtmauer an die Kirche an. Die Kirche wurde 1585 vom Blitz und hundert Jahre später von einem Orkan getroffen und im 19. Jahrhundert wieder aufgebaut.
Zwei Kilometer östlich vom Dorf entfernt können in Montmirail die Gebäude der ehemaligen Thermalanlage aus dem 19. Jahrhundert besichtigt werden, die für die reinigende Wirkung ihres Wassers bekannt war. Der Ruf des Kurortes war einst so groß, dass sich dort Berühmtheiten wie Frédéric Mistral und Sarah Bernhardt aufhielten. Die Anlage hat ihre Tätigkeit vor über fünfzig Jahren eingestellt.

## Persönlichkeiten
- Raimbaut de Vaqueiras († nach 1202): Einer der berühmtesten Troubadoure der Provence wurde hier geboren. Als Sohn eines Ritters wurde er Jongleur und war am Hofe des Fürsten von Orange. Danach ging er zum Markgrafen von Montferrat nach Italien und erhielt ein Stück Land in Saloniki, wo er starb.[2]